# أنطونيو جواو نيتو
أنطونيو جواو نيتو هو لاعب كرة قدم أنغولي في مركز الدفاع، ولد في 10 أكتوبر 1971 في أنغولا. شارك مع منتخب أنغولا لكرة القدم. أما مع النوادي، فقد لعب مع نادي بريميرو دي أغوستو.

## وصلات خارجية
- أنطونيو جواو نيتو على موقع قاعدة بيانات كرة القدم.إي يو (الإنجليزية)
- أنطونيو جواو نيتو على موقع ناشيونال فوتبول تيمز (الإنجليزية)